# Choragus exsertus
Choragus exsertus (лат.) — ископаемый вид жесткокрылых насекомых рода Choragus из семейства ложнослоники (Anthribidae). Обнаружены в миоценовом доминиканском янтаре (остров Гаити, Карибский бассейн, Северная Америка). Возраст от 13,65 до 20,43 млн лет (по другим данным до 40 млн лет).

## Описание
Длина тела от 1,8 до 2,0 мм, длина рострума от 0,3 до 0,4 мм (он широкий и короткий, равен 0,4—0,5 от длины пронотума). Скутеллюм широко-трапециевидный. Глаза овальные. Тело чёрное, с мелкими щетинками на надкрыльях. Вид был впервые описан в 2016 году американским палеоэнтомологом Джорджем Пойнаром (George Poinar Jr; Department of Integrative Biology, Oregon State University, Корваллис, Орегон, США) и российским колеоптерологом Андреем Легаловым (Институт систематики и экологии животных СО РАН, Новосибирск, Россия).